# Chris Fydler
Christopher John (Chris) Fydler (Sydney, 8 november 1972) is een Australisch zwemmer.

## Biografie
Fydler nam deel aan drie Olympische Zomerspelen en behaalde tijdens de spelen in zijn geboortestad Sydney zijn grootste succes door het van de 4×100 meter vrije slag estafette in een wereldrecord.
Vier jaar later won Davies als seriezwemmer de gouden medaille op de 4x100m vrije slag en de zilveren medaille op de 4x200m vrije slag.
Verder won Fydler drie wereldtitel op de estafette één op de langebaan en twee op de kortebaan.

## Internationale toernooien
| Jaar | Olympische Spelen                                             | WK Langebaan                                                  | Pan-Pacifische                                                           | Gemenebestspelen | WK Kortebaan                                                                    |
| ---- | ------------------------------------------------------------- | ------------------------------------------------------------- | ------------------------------------------------------------------------ | ---------------- | ------------------------------------------------------------------------------- |
| 1990 |                                                               |                                                               |                                                                          | 100m vrije slag  |                                                                                 |
| 1991 |                                                               | 5e 4x100m vrije slag                                          |                                                                          |                  |                                                                                 |
| 1992 | 13e 100m vrije slag 8e 4x100m vrije slag 7e 4x100m wisselslag |                                                               |                                                                          |                  |                                                                                 |
| 1993 |                                                               |                                                               | 4x100m vrije slag                                                        |                  |                                                                                 |
| 1994 |                                                               | 15e 100m vrije slag 6e 4x100m vrije slag 5e 4x100m wisselslag |                                                                          | 100m vrije slag  |                                                                                 |
| 1995 |                                                               |                                                               | 50m vrije slag · 100m vrije slag · 4x100m vrije slag · 4x100m wisselslag |                  |                                                                                 |
| 1996 | 182 50m vrije slag 13e 100m vrije slag 6e 4x100m vrije slag   |                                                               |                                                                          |                  |                                                                                 |
| 1997 |                                                               |                                                               |                                                                          |                  |                                                                                 |
| 1998 |                                                               | 8e 100m vrije slag · 4x100m vrije slag · 4x100m wisselslag    |                                                                          | 100m vrije slag  |                                                                                 |
| 1999 |                                                               |                                                               | 10e 50m vrije slag · 4e 100m vrije slag · 4x100m vrije slag              |                  | 10e 50m vrije slag · 4e 100m vrije slag · 4x100m vrije slag · 4x100m wisselslag |
| 2000 | 10e 50m vrije slag · 8e 100m vrije slag · 4x100m vrije slag   |                                                               |                                                                          |                  |                                                                                 |

1964: Clark, Austin, Ilman, Schollander ·
1968: Zorn, Rerych, Spitz, Walsh ·
1972: Edgar, Murphy, Heidenreich, Spitz ·
1984: Cavanaugh, Heath, Biondi, Gaines ·
1988: Jacobs, Dalbey, Jager, Biondi ·
1992: Hudepohl, Biondi, Jager, Olsen ·
1996: Olsen, Davis, Schumacher, Hall ·
2000: Klim, Fydler, Callus, Thorpe ·
2004: Schoeman, Ferns, Townsend, Neethling ·
2008: Phelps, Weber-Gale, Jones, Lezak ·
2012: Leveaux, Gilot, Lefert, Agnel ·
2016: Dressel, Phelps, Held, Adrian ·
2020: Dressel, Pieroni, Becker, Apple ·
2024: Alexy, Guiliano, Armstrong, Dressel